# 일본 수화 어족
일본 수화 어족(日本手話語族)은 일본 수화, 한국 수화, 타이완 수화로 이루어진 수화의 어족이다. 이들 간의 기초적인 소통에는 큰 지장이 없으며, 모두 일본에서 정립된 수화를 바탕으로 한다. 한국 수화 교육은 19세기 말부터 시작되었나 20세기 초부터 일본 수화의 영향을 받으며 표준화가 이루어졌다.